# Claude Gonçalves
Joaquim Claude Gonçalves Araújo, född 9 april 1994, är en fransk-portugisisk fotbollsspelare som spelar för bulgariska Ludogorets Razgrad.

## Karriär
I maj 2021 värvades Gonçalves av bulgariska Ludogorets Razgrad.